# Azoture de chlore
L'azoture de chlore  (ClN3) est un composé inorganique de formule ClN3, découvert en 1908 par Friedrich Raschig. L’azoture de chlore concentré est notoirement instable et explose spontanément à toute température.

## Préparation
L'azoture de chlore est préparé en diffusant du dichlore gazeux sur de l'azoture d'argent, ou par une addition d’acide acétique à une solution d’hypochlorite de sodium et d'azoture de sodium.
Traité à l’ammoniac, il est possible qu'une ou plusieurs des trois azinamines possibles NH2N3, NH(N3)2, et N(N3)3 se forment.

## Caractéristiques
L’azoture de chlore est extrêmement réactif. Il peut parfois même réagir sans provocation apparente. Il est donc trop réactif pour être commercialisé à moins qu’il ne soit fortement dilué en solution.
L’azoture de chlore réagit de manière explosive avec le buta-1,3-diène, l'éthane, l'éthylène, le méthane, le propane, le phosphore, l’azoture d'argent, et le sodium. En présence d’acide, l'azoture de chlore se décompose, libérant de l'acide chlorhydrique gazeux corrosif et toxique.

## Informations réglementaires
Son utilisation est strictement réglementée par le département des Transports des États-Unis.